# Боровлянка (Абайская область)
Боровлянка (каз. Боровлянка) — село в Бородулихинском районе Абайской области Казахстана. Входит в состав Жерновского сельского округа. Находится примерно в 36 км к юго-востоку от районного центра, села Бородулиха. Код КАТО — 633847300.

## Население
В 1999 году население села составляло 325 человек (153 мужчины и 172 женщины). По данным переписи 2009 года, в селе проживало 226 человек (109 мужчин и 117 женщин).